# Kiba
Kiba (яп. 牙-KIBA- Киба, букв. «клык») — аниме-сериал. Режиссёр — Хироси Кодзина. Основной спонсор сериала — игровая компания Upper Deck Japan. Главный герой — 15-летний парень Дзэд, который из своего серого мира попадает в необычную фэнтезийную страну.

## Сюжет
Действие происходит в городе Калм — мрачном месте, где никогда не дует ветер. Дзэд — непослушный и упрямый мальчишка со странными привычками. Его мать находится в психиатрической больнице, а его самого хотят исключить из школы. Он не может разобраться в себе и хочет узнать, зачем он был рождён. Его особенностью и странностью является то, что он ломает все двери в городе, а на вопрос, зачем это делает, затрудняется ответить. Он верит в существование места, где его судьба сложится совершенно иначе. И однажды на грани очередной неприятности появляется некое существо, открывает врата в другой мир и зовёт его с собой.

## Персонажи
- Дзэд (яп. ゼッド Дзэддо)

Главный герой «со странностями»; прогрессирует буквально «не по дням а по часам». «Повелитель граней» огненного типа. В одной из первых серий Дзико передал ему меч и научил инициировать «грани» — небольшие шарики, появляющиеся из символов на руке (у каждого мастера эти символы расположены на разных частях тела). Поскольку полученные им от Дзико грани были огненного типа, в дальнейшем он использовал только такие (с чем это связано, в сериале так и не пояснили). Бунтарь до мозга костей, он не выносит ограничений. Пожалуй, это единственная черта характера, которую полностью раскрыли в сюжете. Его дух — Амиль Гаул — зеленокожий гигант, использующий в основном техники на основе ветра, является так называемым «ключевым духом» — одним из шести, составляющих части Таскэра — бога того мира, в котором оказался Дзэд. Амиль Гаул постепенно, с ростом мастерства Дзэда, прогрессирует, обзаводясь как новыми возможностями, так и изменяясь внешне. Второй дух Дзэда — Рамбос — мастер рукопашного боя. Был получен им вместе с новым мечом, когда выяснилось, что полностью контролировать силу Амиль Гаула Дзэду ещё не под силу. Тоже достаточно сильный и универсальный дух, но значительно уступает «ключевому». Его элемент — огонь. В финале аниме, после уничтожения Таскера, Дзэд сражается с Амиль Гаулом. Судя по дальнейшим событиям, они объединились в единое целое в теле Дзэда (синеющие глаза Дзэда, стоящего на крыше небоскрёба, и отрастающие за спиной крылья красноречиво об этом говорят).
Сэйю — Хироюки Ёсино
- Ноа (яп. ノア Ноа)

Друг Дзэда ещё по их первому миру. Абсолютно интровертная личность. Ноа смертельно болен какой-то странной болезнью, которую не удаётся полностью излечить ни в одном из миров. Попадая под влияние вначале одного из ключевых духов — Сатюры, а позже — под влияние различных лидеров (в мире Повелителей Граней, существует несколько «измерений», в каждом из которых господствует какое-то из догматических учений, которое местные лидеры стремятся распространить на все прочие части своего мира), он полностью принимает на веру то, что ему говорят более сильные, в духовном плане, лидеры. Ноа превращается в страшного своей убеждённостью фанатика, сметающего все препятствия на своём пути. Находясь под постоянным прессингом раздирающих его противоречий, в конце концов, сошёл с ума и чуть было не был пожран пробудившемся Таскэром. Его дух — Сатюра, второй по силе из «ключевых» после Амиль Гаула. Как боец Ноа использует уникальные чёрные грани и некий гибрид энергетического хлыста с мечом. По уровню контроля над гранями превзошёл даже Дзэда. Именно он объединил всех 6-х ключевых духов и пробудил Таскэра.
Сэйю — Кадзума Хориэ
- Роя (яп. ロイア Ройа)

Приёмная дочь Дзико и его ученица. На самом деле наследственная принцесса одного из измерений (Таска), семью которой истребили во время «смены генеральной линии» — очередной политической догмы. Достаточно сильный и опытный мастер. Её дух — Афкареру, стихия духа — вода. Роя безнадёжно влюблена в Дзэда, который этого абсолютно не замечает. Ближе к концу сериала нашла своё призвание — научилась не разрушать, а исцелять (во сне получила от своей матери осколок исцеления).
Сэйю — Нана Мидзуки
- Дзико (яп. ジーコ Дзи:ко)

Учитель вначале матери Дзэда, а потом и его самого. Основатель «демократического» учения в своём измерении. Очень сильный и очень уважаемый мастер. Его огненный дух — Пайрон, один из самых сильных в мире, но ключевым не является. Долгое время пытался научить мать Дзэда управлять Амиль Гаулом, так и не поняв, что дух отреагировал не на неё, а на её ещё не рождённого ребёнка. Он даже передал ей некоторые запретные техники. В результате постоянного прессинга со стороны слишком сильного для неё духа ученица сошла с ума и была отправлена обратно в родной мир. Если посмотреть со стороны, Дзико никогда не был излишне злым, или жестоким, а скорее искренним в своих заблуждениях человеком.
Сэйю — Тамио Оки
- Робэс Рэдондо (яп. ロベス・レドンド Робэсу Рэдондо)

Типичный «аристократ до мозга костей», живущий ради удовлетворения собственных амбиций. Достаточно сильный повелитель граней, которому не терпелось стать сильнейшим. Эксцентричен, манерен и экспрессивен. Его дух — Белладонна, электрического типа. В первой трети сериала был активным участником событий, но добившись своего (став признанным чемпионом в своём измерении), отошёл на второй план.
Сэйю — Синъитиро Мики
- Сара (яп. サラ Сара)

Мать Дзэда. Однажды она, возвращаясь с работы домой, увидела окровавленного человека в странной одежде. Это был шпион из одного из измерений мира граней — отец Дзэда. Затянутая в портал против собственной воли, она оказалась перед советом старейшин и Дзико, которые видели в ней мессию, способную подчинить Амиль Гаула. После жестоких тренировок она так и не сумела стать той, кого они ожидали. Разочаровавшись в её способностях, Дзико отправил её домой, где измученная женщина впала в эмоциональную кому. Фактически она попала в зависимость от ощущения силы, которое вызывало у неё владение Амиль Гаулом. Вывести её из этого состояния сумел только посланец Таска — одного из враждебных измерений. Для чего он явился по душу Дзеда, нам так и не было пояснено, однако Сара вовремя отреагировала и после достаточно короткой схватки уничтожила гостя. Сара сумела удержать 3-х ключевых духов, но, не являясь «прирождённой» повелительницей граней (есть подозрение, что её «вампирические» способности являются техникой, призванной облегчить контроль над Амиль Гаулом), так и не смогла справиться с их силой. В течение всего сериала желала получить Амиль Гаула любой ценой, не исключая и попыток убийства Дзеда, дабы вновь ощутить силу. Смерть Сары была вызвана перенапряжением, которому она подверглась, контролируя Амиль Гаула. Перед смертью всё же пришла в себя и добровольно отдала Амиль Гаула обратно Дзэду.
Сэйю — Кикуко Иноуэ
- Ребекка (яп. レベッカ Рэбэкка)

Принцесса одного из измерений. Хранила одну из частей, доставшегося ей от отца, «ключевого» духа Поронимо. Это единственный в аниме «ключевой» дух, который был разделён и запечатан по частям. Даже разделённый на части, дух настолько силён, что не позволяет своей временной владелице умереть по собственному желанию. В конце концов, новый правитель измерения, по имени Хьюг, при помощи интриг и шантажа сумел выманить у неё часть «ключевого» духа и собрать его для собственного пользования. Ужаснувшись происходящим зверствам, принцесса начала помогать восставшим в Карбуху. Во время подавления восстания была убита Эльмейдой.
Сэйю — Марина Иноуэ
- Мики (яп. ミッキー Микки:)

Один из друзей Дзэда, появившихся в новом мире. Проходил тренировку на повелителя граней, но достаточно безуспешно. На его примере впервые показали, что будет, если слабый повелитель граней попробует подчинить слишком сильного для себя духа. Собственный дух Мики — Алмадеу, достаточно бесполезный и неуклюжий. Получив в наследство от погибшего учителя его духа — Слагуну, Мики чуть было не стал жертвой его ярости. В конце концов, разочаровавшись в карьере повелителя граней, Мики переквалифицировался в булочника и значительно в этом преуспел благодаря кулинарному таланту.

### Таскер
Таскер считается богом-творцом всех трёх миров, в которых происходит действие аниме. Жители Таска почитают его и приносят кровавые жертвы. Лидеры Таска стремятся собрать в своих руках всех ключевых духов, дабы призвать Таскера и получить его силу для полного захвата всех трёх миров. В итоге Ноа объединил в своей метке заклинателя осколков всех ключевых духов, после чего Таскер появился по собственной воле, сопровождая своё появление сильной болью в теле призвавшего. Он имел незавершенную форму — гигантский чёрный силуэт, визуально размытый снизу. Его верх скрывали огромные чёрные крылья. Для завершения призыва он попытался объединиться с Ноа, но Дзэд успел прервать процесс объединения. Таскер поглотил Дзэда, после чего выяснились его истинные цели. Он не собирался создавать рай для людей, которые хотели заполучить Таскане с помощью силы своего бога. Он стремился создать мир духов, в котором не было места для людей. Благодаря объединению с Дзэдом он получил силу, достаточную для воплощения своего желания. Наблюдавшие за призывом Дзико и Роя, увидев происходящее, попытались уничтожить Таскера, но их духи отказались повиноваться и, оказавшись под полным контролем Таскера, восстали против своих бывших хозяев. Дзико погиб. Появившийся заклинатель из Убакуса с кибернезированным духом «Экс-машина» был играючи побеждён чёрным богом. Катастрофу удалось остановить призраку Дзико, явившемуся Дзэду и вернувшему его сознание в нормальное состояние. Силой собственной воли Зед отделился от Таскера и воззвал к Амиль Гаулу, который так же отделился вслед за своим заклинателем. Вдвоём они напали на потерявшего большую часть своей силы и стабильность материального воплощения Таскера. Сражённый бог рассыпался, а питавшие его ключевые духи разлетелись по мирам и, предположительно, стали «спящими».
Появление Таскера и битва с ним сопровождались постепенным разрушением границ между мирами, сильной деформацией и разрушением почвы в районе появления, а также массовым восстанием духов, возжелавших уничтожить людей. После уничтожения Таскера границы миров вернулись в первоначальное состояние, а духи стали вести себя по-прежнему.

## Информация по миру Кибы
- Все духи, включая ключевых, имеют по несколько техник. Количество используемых техник целиком зависит от мастерства повелителя. Подобная система в равной степени напоминает как Блич, так и покемонов.
- Духи могут объединяться и быть разделёнными (по крайней мере, ключевые и искусственные).
- Один повелитель может контролировать несколько духов, сколько именно, зависит от его силы воли.
- Обычно, в бою, повелители одновременно сражаются сами и заставляют сражаться своих духов. Как правило, побеждает тот, чьи духи сильнее, или многочисленнее. Но это правило касается только дуэлей, в масштабных сражениях духи могут действовать независимо, против вражеских отрядов. Никакого разделения на «духовную и физическую» битвы не имеется, как духи могут воздействовать на окружающий мир, так и их самих можно уничтожить оружием, использующим энергию граней. Духи относительно разумны, слушаются приказов повелителей и иногда проявляют строптивость. Про то, как заключается контракт между Духом и Повелителем и какова степень их взаимопонимания, нам так до конца и не рассказали.
- Побеждённый дух превращается в разноцветный камень, размером примерно с кулак. Цвет и рисунок на камне зависят от типа духа, размеры — от его силы. Полученный камень прячется в символ на теле повелителя, если этого не сделать, дух через некоторое время станет «спящим» — то есть скроется в земле.
- Грани — маленькие, примерно с фалангу большого пальца шарики, содержат концентрированную силу повелителя. Если их поместить в специальное оружие, получится меч (шпага, хлыст, щит) наподобие джедайского, обычно для этого используется от трёх до пяти граней одновременно. Грани используют как в бою — разрубив их мечом, можно вызвать взрывообразный эффект, так и для различных «заклинаний» (превращаются в потоки огня/молнии/земляные комья/струи воды; могут использоваться для создания прочного материального, но полупрозрачного щита). По сути, это те же батарейки. Количество, которое может получить повелитель, не ограничено. Особняком стоят грани «телепортации», или заклинательные, про них практически ничего не рассказали. Отличаются от обычных тем, что при активации получается строго определённый эффект. Самые сильные повелители могут использовать свою силу не только в виде граней, но и напрямую вызывая свою стихию, но такие случаи единичны (в самом начале это продемонстрировал Дзико, позже Робэс).
- Появлявшиеся в аниме грани (кроме узкоспециализированных) — ледяные/водяные (синего цвета), огненные (красного), электрические (жёлтого), песчаные (оранжевого) и эксклюзивные у Ноа — чёрные (так как в чистом виде он их не использовал, что они такое, понять не удалось).
- Область Таска (место последнего явления Таскэра) подверглась сильнейшей деформации. До сих пор люди, живущие там, имеют заметные врождённые уродства. Также там обитают два вида (летающие и не летающие) разумные четырёхрукие Звери — потомки Таскэра, поклоняющиеся ему, как богу. Можно предположить, что подобное явление, следствие смешения повелителей со своими духами, находившимися в тот момент внутри их символов. Звери могут использовать энергию граней напрямую, не придавая им стандартной формы. (Подобного эффекта удалось достичь искусственным путём в Улбакусе — но там используют кибернетически имплантаты, составляющие от 30 до 60 % тела повелителя). Отличительной особенностью тасканцев являются костяные наросты на плечах (такие же, только более развитые, есть и у Зверей).
- Для каждого из «измерений» характерно несколько однотипных видов духов, но, скорее всего, это просчёт аниматоров, которым попросту надоело придумывать новых. Теоретически каждый из духов уникален.
- Большинство духов появляются на свет вместе со своим повелителем (прирождённые), но иногда их можно пробудить, или отнять у других. Для этого можно как захватить поверженного и «окуклившегося» духа противника, так и насильно вытянуть его из символа повелителя. Ключевые духи могут сами выбирать себе хозяина и отказываются прижиться в теле неугодного им повелителя и, соответственно, подчиняться ему.

## Ключевые духи
- Амиль Гаул (яп. アミル・ガウル Амиру Гауру) — Дух Дзэда. Нежно-голубого цвета, с крыльями, которые используются как мечи. В перерождённой форме — дракон. В завершённой — обладает золотыми доспехами и копьём.
- Сатира (яп. サチュラ Сатюра) — Дух Ноа. Чёрный дух, с магическими свойствами, способен управлять кольцами сжатой энергии, может разрубить что угодно, также обладает лучами и физической силой.
- Шадин (яп. シャディン Сядин) — Дух Сагири. Золотистый дух, обладает огромной физической силой, лицо Шадина может путешествовать по его телу. Способен разрушать ландшафт с помощью молота на месте головы, электрические разряды.
- Пуронимо (яп. プロニモ Пуронимо) — Дух Хьюга. Изначально белый с чёрными волосами, в завершённой форме красный. Обладает способностями к растяжению и сильными лучами.
- Дюнамес (яп. デュナミス Дюнамэсу) — Дух Миритэ. Белый дух с шестью руками, обладает магической силой.
- Монарди (яп. モナディ Монади) — Дух подземелий под Статуей, хозяина нет. Некогда украденный матерью Дзэда, Сарой. Синий дух, лучник, также использует бумеранг.